# Глибока Балка (Полтавський район)
Глибо́ка Ба́лка — село в Україні, у Решетилівській міській громаді Полтавського району Полтавської області. Населення становить 478 осіб. До 2020 орган місцевого самоврядування — Лобачівська сільська рада.

## Географія
Село Глибока Балка знаходиться на березі пересихаючої річечки, яка через 7 км впадає в річку Говтва. На відстані 1,5 км розташовані села Лобачі, Бакай та Коржі. На річці зроблено кілька загат. Через село проходить автомобільна дорога М03.

## Історія
12 червня 2020 року, відповідно до розпорядження Кабінету Міністрів України № 721-р «Про визначення адміністративних центрів та затвердження територій територіальних громад Полтавської області», село увійшло до складу Решетилівської міської громади.
19 липня 2020 року, в результаті адміністративно - територіальної реформи та ліквідації Решетилівського району, село увійшло до складу новоутвореного Полтавського району Полтавської області.

## Говірка

### Класифікація
Українська мова, південно-східне наріччя, лівобережний середньонаддніпрянський говір (діалект), центральнополтавська говірка

### Наукове вивчання

#### XX сторіччя
Сама говірка не описана ні в одній науковій праці, однак сусідні говірки описує «Атлас української мови», том 1-й і 3-й (некартографовані матеріали).

## Населення

### Мова
Розподіл населення за рідною мовою за даними перепису 2001 року:
| Мова            | Кількість | Відсоток |
| --------------- | --------- | -------- |
| українська      | 452       | 94.56%   |
| російська       | 12        | 2.51%    |
| інші/не вказали | 14        | 2.93%    |
| Усього          | 478       | 100%     |

## Економіка
- ПП «Першотравневе».
- ТОВ «Бурат-Агро».
- Заміський ресторано- готельний комплекс "БАЛКА ЕКО КЛУБ"

## Об'єкти соціальної сфери
- Школа І-ІІ ст.